# Xenocyatholaimus delamarei
Xenocyatholaimus delamarei är en rundmaskart som beskrevs av Gerlach 1953. Xenocyatholaimus delamarei ingår i släktet Xenocyatholaimus och familjen Cyatholaimidae. Inga underarter finns listade i Catalogue of Life.